# Freescale 68HC12
Mikrokontroléry 68HC12 (zkráceně 6812, M68HC12) je rodina 16bitových mikrokontrolérů produkovaných firmou Freescale Semiconductor. Na trh byly uvedené v polovině devadesátých let jako vylepšená architektura rodiny mikrokontrolérů Freescale 68HC11. Programy napsané pro HC11 jsou obvykle kompatibilní s HC12. HC12 navíc obsahuje několik extra instrukcí. Prvé deriváty rodiny 68HC12 měly maximální rychlost vnitřní sběrnice 8 MHz a velikost interní FLASH paměti do 128 kB.

## Architektura 68HC12
Stejně jako 68HC11 i 68HC12 obsahuje dva 8bitové akumulátory A a B (spolu představují jeden 16bitový akumulátor D, když A a B jsou řazeny kaskádovitě, umožňuje to zpracovat instrukce, které vyžadují 16bitové data nebo adresu), dva 16bitové registre X a Y, 16bitová programový čítač (PC – Program Counter), 16bit ukazatel zásobníku (SP – Stack Pointer) a 8bitové stavové slovo CCR – Condition Code Register.

## Deriváty HCS12/MC9S12
Začátkem roku 2000 byla rodina rozšířena o deriváty MC9S12, která je schopná pracovat do frekvence interní sběrnice 25 MHz a obsahuje interní FLASH paměť do velikosti 512 kB.
MC9S12NE64 byl uveden na trh v roce 2004 jako „první průmyslový jednočipový fast-Ethernet Flash mikrokontrolér“. Pracuje s vnitřní frekvencí sběrnice 25 MHz. Obsahuje 64 kB FLASH EEPROM, 8 kB interní RAM, a Ethernet 10/100 Mbit/s.
MC9S12UF32

## Deriváty MC9S12X
MC9S12XDP512 byl uveden na trh v roce 2004 a stal se představitelem rodiny mikrokontrolérů MC9S12XD a obsahem periférii pokrývá mikrokontroléry S12XD, S12XB a S12XA. Pracuje do maximální frekvence vnitřní sběrnice 40 MHz. Obsahuje koprocesor nazývaný XGATE. XGATE je schopný zpracovávat uživatelsky vybrané přerušení paralelně s CPU a tím razantně zvyšuje výkonnost procesoru XGATE. XGATE je procesor typu RISC pracující na dvojnásobné frekvenci vnitřní sběrnice (max. 80 MHz). 
Dalšími podstatnými rozdíly oproti klasickým HCS12 jsou:
- Pevná paměťová mapa
- Změněný přístup na externí sběrnici
- Možnost adresování v lineárním globálním adresovacím prostoru

CPU navíc obsahuje několik nových instrukcí, které zvyšují výkonnost.
V květnu roku 2006 Freescale uvedl na trh MC9S12XEP100 a rozšířil rodinu S12X; pracující až do 50 MHz, přidána ochrana paměti a další.
Rozdíly mezi S12 a S12X[nedostupný zdroj]
Porovnání S12X a S12[nedostupný zdroj]

## Rodina MagniV
Na trh začala být uváděná rokem 2014. Aktuálně se jedná o S12ZVM, S12ZVL, S12ZVC, S12ZVH, S12ZVMA, S12ZVMB.
S12Z rodina používá nové vysoce optimalizované jádro S12Z CPU, které je další generací CPU v CPU12 řadě. 
- Nahrazuje A, B a D akumulátory sadou osmi registrů Di. (D0 a D1 jsou 8bitové, D2 až D5 16bitové a D6 a D7 32bitové)
- Podporuje 16 MB lineární adresový prostor.
- XX, Z, SP (Stack Pointer) a PC (Program Counter) registry byly rozšířeny z 16bitových na 24bitové.

Do této rodiny patří také zařízení S12VR, které má však jádro S12 (25 MHz max) 16-bit CPU.

Tyto MCU běží přímo z 12V napájení takže externí regulátor napájení není potřeba. 
Parametry jednotlivých MCU rodiny se mezi sebou liší. Frekvence interní sběrnice se pro jednotlivé MCU pohybuje v rozmezí od 32 MHz – 50 MHz, velikost Flash paměti 16 KB – 192 KB, RAM 1 KB – 8 KB, EEPROM 128 B – 2 KB. Pro konkrétní specifikaci daného MCU je potřeba navštívit tento odkaz S12MAGNIVMCU

Oproti předchozím rodinám je potřeba zmínit, že každý MCU z MagniV rodiny cílí na určité aplickace.
- S12ZVM je zaměřen na řízení třífázového motoru (BLDC, PMSM nebo SR-motor) pro průmyslové a automobilové aplikace s integrovanými fyzickými rozhraními CAN a LIN.

- S12ZVMA integrovaný half-Bridge driver založený na LIN (DC-motory, elektromechanické akční členy)
- S12ZVMB Integrované LIN-PHY, 12V-Vreg a H-Bridge Gatedriver
- S12ZVL integrovaný LIN (LIN senzory, LIN RGB LED lightening, ultrazvukové senzory)
- S12ZVC integruje fyzickou vrstvou CAN pro automobilové a průmyslové aplikace, jako jsou senzory nebo jiná uživatelská rozhraní.
- S12ZVH řešení pro automobilové přístrojové desky. Integruje fyzickou vrstvu CAN a LIN.
- S12VR poskytuje řešení pro aplikace využívající DC motory.

S případnými dotazy se lze obrátit na:
Technicá podpora:
https://www.nxp.com/support/support:SUPPORTHOME
Komunitní forum:
https://community.nxp.com/